# Feliks Feliksovič Sumarokov-Ėl'ston
Il conte Feliks Feliksovič Sumarokov-Ėl'ston (in russo Феликс Феликсович Сумароков-Эльстон?; San Pietroburgo, 5 ottobre 1856 – Roma, 28 maggio 1928) è stato un nobile e ufficiale russo.
Fu padre del principe Feliks Feliksovič Jusupov.

## Biografia

### Infanzia
Era il figlio del conte Feliks Nikolaevič Sumarokov-Ėl'ston, ritenuto figlio illegittimo della contessa Ekaterina von Tiesenhausen, damigella d'onore presso la corte imperiale, e del suo amante, il principe Federico Guglielmo, il futuro re Federico Guglielmo IV di Prussia, e di sua moglie, la contessa Elena Sergeevna Sumarokova, unica figlia del conte Sergej Pavlovič Sumarokov.

### Carriera militare

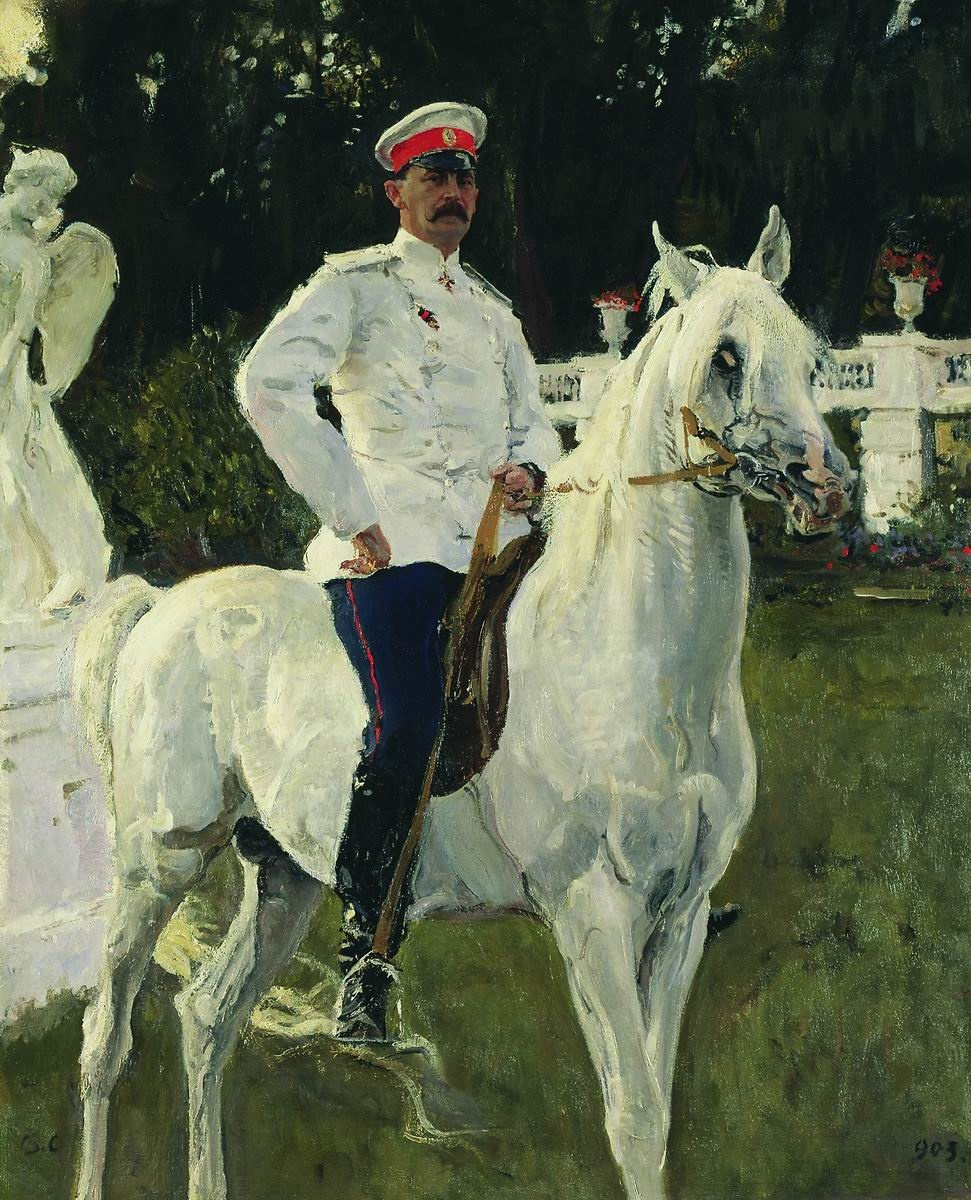
Ritratto di Feliks Feliksovič Sumarokov-Ėl'ston di Valentin Aleksandrovič Serov, 1903

Studiò presso il Corpo dei paggi, e nel 1876, superò l'esame di ufficiale di fanteria ed entrò nel corpo dei Lancieri di Odessa, mentre nel 1879 venne assegnato alle guardie a cavallo.
Nel 1883-1885 fu assegnato al Ministero dell'Interno. Dal 1886 fu aiutante del granduca Sergej Aleksandrovič. Dal 1904, fu comandante del Reggimento di Cavalleria e della 2ª Brigata della 2ª divisione delle Guardie caucasica (1908-1911). Nel 1905, ricevette il grado di maggior generale e si arruolò al seguito di Sua Maestà. Dal 1912 fu Presidente del Consiglio dell'Università Statale di Arti e Industria Stroganov. Dal 1915 fu comandante in capo del Distretto Militare di Mosca e comandante in capo di Mosca.

### Matrimonio

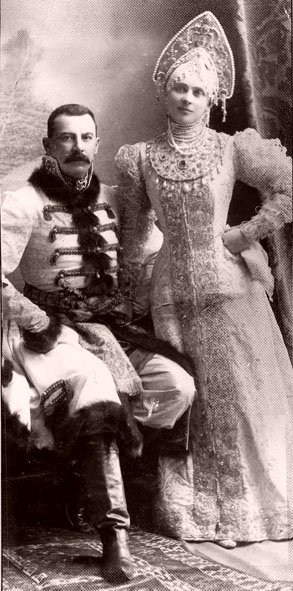
Feliks e Zinaida, nel 1903.

Sposò, il 4 febbraio 1882, la principessa Zinaida Jusupova (1861-1939), l'unica erede della famiglia Jusupov. Bella, colta, raffinata e mondana, la principessa parlava perfettamente russo, francese, inglese e tedesco ed era famosa in tutta Europa come la più ricca ereditiera del mondo. Ebbero due figli.
Alla morte del suocero, il Conte ricevette dall'imperatore Alessandro III di Russia, un permesso speciale per prendere il cognome Jusupov. Diviene così Principe Jusupov e Conte Sumarokov-Ėl'ston, titoli trasferibili ai suoi eredi.

### Morte
Dopo l'omicidio di Rasputin, organizzato da suo figlio, cadde in disgrazia. Furono costretto a ritirarsi nella tenuta di Rakitnoe. Dopo la rivoluzione bolscevica, egli fu costretto all'esilio ed emigrò, con la moglie, a Roma, dove avevano pochi beni, lasciando tuttavia dietro di sé la parte preponderante della loro immensa fortuna di cui il figlio Feliks non ha potuto salvare che alcuni sontuosi gioielli e diversi dipinti di Rembrandt.
Morì a Roma il 10 giugno 1928. Fu sepolto nel cimitero acattolico situato a Testaccio.

## Discendenza
Il principe Feliks Feliksovič Sumarokov-Ėl'ston e Zinaida Jusupova ebbero:
- Nikolaj (1883-1908), morì in un duello;
- Feliks (1887-1967), ultimo esponente in linea maschile dei Jusupov, noto per aver preso parte all'assassinio del contestato guaritore Rasputin.